# Shaanxi Y-8
O Shaanxi Y-8 ou Yunshuji-8 (Chinês: 运-8; pinyin: Yùn Bā) é uma aeronave de transporte de médio alcance produzida pela Shaanxi Aircraft Corporation na China, baseada no Antonov An-12 soviético. Tornou-se uma das aeronaves militares e civis de transporte/carga mais populares da China, com muitas variantes produzidas e exportadas. Embora o An-12 não seja mais fabricado na Ucrânia, o Y-8 chinês continua a ser atualizado e produzido. Estima-se que 169 aeronaves Y-8 foram construídas até 2010.

## Desenvolvimento
Na década de 1960, a China comprou várias aeronaves An-12 da União Soviética, juntamente com licença para montar a aeronave localmente. No entanto, devido à ruptura sino-soviética, a União Soviética retirou a sua assistência técnica. A Xi'an Aircraft Industrial Corporation e o Xi'an Aircraft Design Institute trabalharam para fazer engenharia reversa no An-12 para produção local.
O projeto da aeronave foi concluído em fevereiro de 1972. As principais características do Y-8 incluíam um nariz envidraçado e uma torre de cauda derivada do bombardeiro Xian H-6, um dispositivo de manuseio de carga paletizada do tipo rolo. O Y-8 é equipado com quatro motoresturboélice montados sob as bordas dianteiras das asas.
O Y-8 é capaz de transportar tropas, lançar suprimentos, lançar paraquedistas e funcionar como ambulância aérea. Também pode ser ter uso comercial como cargueiro. Tem capacidade para transportar 20 toneladas de carga, aproximadamente 96 soldados, ou cerca de 82 paraquedistas no compartimento de carga que tem 13,5 metros de comprimento, 3 metros de largura e 2,4 metros de altura.

## Operadores
República Popular da China
- Força Aérea do Exército de Libertação Popular
- Forças Terrestres do Exército de Libertação Popular
- Força Aérea Naval da Marinha do Exército de Libertação Popular

 Cazaquistão
- Guarda Nacional do Cazaquistão

 Myanmar
- Força Aérea de Myanmar

 Paquistão
- Força Aérea do Paquistão

 Sri Lanka
- Força Aérea do Sri Lanka[7]

 Venezuela
- Força Aérea Venezuelana[8]

## Acidentes
No dia 7 de junho de 2017, um exemplar do Y-8 caiu após o piloto perder o controle depois de entrar em uma nuvem de tempestade.